# 中華大學工學院
中華大學工學院，是中華大學中規模最大、校友人數最眾的一所學院。擁有約2700名學生，其建築物建於1994年，學院則成立於1997年。

## 歷史
中華大學工學院的歷史可以追溯到1980年代建校的中華工學院。1994年，中華民國教育部修正大學法，確立「大學自治」和「學術自主」的原則，中華工學院乃向教育部提出了改名大學的申請，並投入豐沛的資源進行建設。1997年，教育部審批通過，中華工學院改為大學，原電機、資工、土木、機械、應數五系共同組成新學校的工學院。
2003年，中華大學工學院審編的學術期物——《中華理工學刊》創刊，《中華理工學刊》是一份面向國際的理工主題學術刊物。2005年，中華大學工學院擴編單位，由電機系析出了微電子系。而資工系則脫離工學院，與資管系以及生資系組成資訊學院。2010年，土木系離開了工學院，改屬建築與規劃學院之下。
工學院所使用的工程一館建築物建造於1994年，當時稱為綜合教學大樓，後來改稱為工程一館。2004年建造了第二幢大樓，稱為工程二館。
中華大學工學院目前約有2700名學生，佔中華大學學生總數的30%，為該校規模最大的學院。

## 外部連結
- 中華大學工學院（页面存档备份，存于）